# Jaan Teemant
Jaan Teemant (24 de septiembre de 1872, Vigala - muerto probablemente en julio de 1941, Tallin) fue un abogado y político estonio. Ocupó el cargo de Riigivanem, principal cargo político de la República de Estonia que poseía las funciones de primer ministro junto con ciertos poderes de presidente, los cuales compartía con el presidente del Riigikogu (parlamento estonio).

## Biografía
Teemant completó los estudios secundarios en el colegio privado Hugo Treffneri Gümnaasium de Tartu. En 1901 se graduó en derecho en la Universidad Estatal de San Petersburgo y se fue a Tallin donde ejerció de abogado.
Teemant descubrió pronto sus aptitudes para la política y entre 1904 y 1905 fue miembro del consejo municipal de Tallin.
Teemant participó en la revolución de 1905 y tras el fracaso de esta huyó a Suiza. Ese mismo año fue condenado en ausencia a muerte por una corte zarista. Tras el fin del estado de guerra en 1908 Tamment regresó a Rusia donde fue condenado a un año y medio de prisión, después del cumplimiento de la sentencia en San Petersburgo fue desterrado a la provincia de Arcángel donde permanecería hasta 1913.
Después de regresar a Estonia, Teemant fue miembro de la Asamblea de la provincia estonia (Eesti Maanõukogu) de 1917 a 1919. En 1918 fue procurador general de la República de Estonia. Durante los años 1919 y 1920 fue miembro de la Asamblea Constituyente de la república estonia (Asutav Kogu).
En 1923 entró en el Riigikogu y el 15 de diciembre de 1925 sucedió a Konstantin Päts en el cargo de Riigivanem, puesto que ocupó durante tres cortos mandatos hasta el 9 de diciembre de 1927 cuando fue sustituido por August Rei. En el año 1932 ocupó nuevamente este cargo durante seis meses, entre el 19 de febrero y el 19 de julio.
Más allá de su carrera política, Teemant ejerció la abogacía hasta 1940 y ocupó la presidencia del colegio de abogados estonio. En 1932 fue nombrado Legum Doctor honoris causa por la Universidad de Tartu.
Entre 1939 y 1940, durante la ocupación alemana Teemant fue el administrador estonio del comisariado alemán que se encargaba de la gestión de la propiedad de los alemanes del Báltico reasentados en Ostland entre 1939 y 1940.
El 23 de julio de 1940 Teemant fue detenido por la NKVD, sobre su muerte no existe información exacta probablemente o fue fusilado en Tallin o murió en la Prisión Central de Tallin. Según otros datos fue condenado a 10 años en un campo de prisioneros el 21 de octubre de 1941, sin que haya más información sobre su destino.
| Predecesor: Konstantin Päts | Riigivanem 1925–1927 | Sucesor: August Rei     |
| Predecesor: Konstantin Päts | Riigivanem 1932      | Sucesor: Kaarel Eenpalu |